# Cornelius-Jean-Joseph Tuerlinckx
Cornelius-Jean-Joseph (Corneel) Tuerlinckx (Mechelen, 31 mei 1783 – aldaar, 29 december 1855) was een Belgisch componist en dirigent. 
Deze zoon van muziekinstrumentenbouwer Jean Arnold Antoine Tuerlinckx en zijn eerste vrouw Catharina Meikens had van huis uit de interesse voor blaasinstrumenten meegekregen. Doch zijn eerste werkjaren besteedde hij in de lakenhandel. Hij combineerde dat echter al met het bouwen van muziekinstrumenten in zijn vaders atelier. Toen zijn vader overleed nam hij die werkplaats over, maar zijn vele interesses hielden hem vaak van zijn werkzaamheden af. Hij had belangstelling voor literatuur, geschiedenis, numismatiek en natuurwetenschappen.  Deze uiteenlopende interesses, alsook de opkomende concurrentie van goedkopere muziekinstrumenten uit het buitenland brachten het atelier ten einde. 

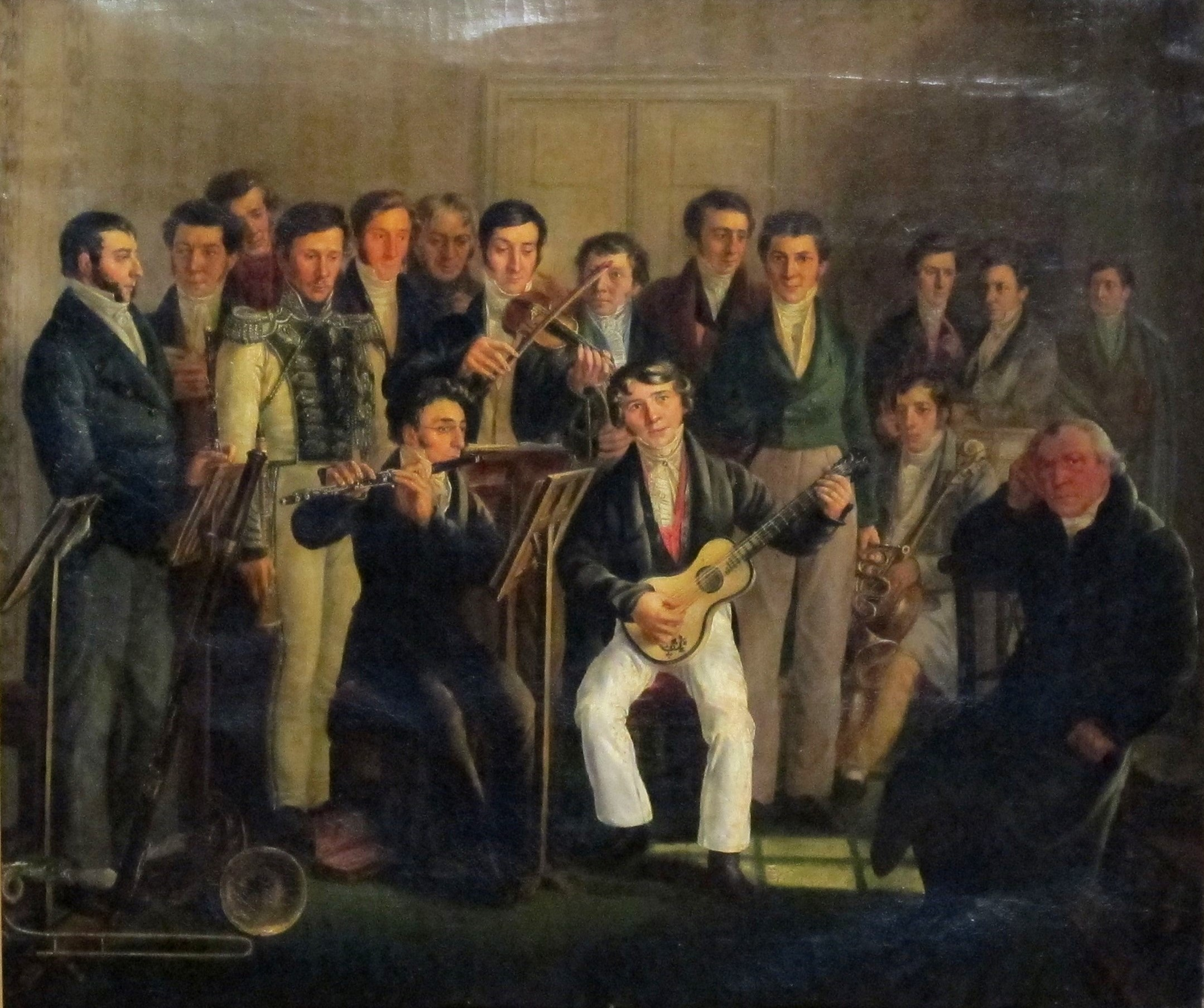
C.J.J. Tuerlinckx staat helemaal links afgebeeld, samen met andere muziekliefhebbers uit Mechelen

Ondanks de diverse hobby’s was hij nog dirigent van verscheidene muziekkorpsen en schreef er ook muziek voor. Van zijn composities haalden echter slechts weinige de drukkerij.
- International Standard Name Identifier: 0000 0003 9384 2866
- MusicBrainz: 1fcfb744-78a2-4c88-8beb-ac0c6e5ad4c0
- Nederlandse Thesaurus van Auteursnamen: 164143114
- Virtual International Authority File: 288235051
- WorldCat: E39PBJyx9wFF3PRMmGJGvW4Xh3